# Oleksandr Rjesanow
Oleksandr Hennadijowytsch Rjesanow (ukrainisch Олександр Геннадійович Рєзанов, russisch Алекса́ндр Генна́дьевич Реза́нов, Alexander Gennadijewitsch Resanow; * 6. Oktober 1948 in Alexandrowsk-Sachalinski; † 5. September 2024) war ein sowjetischer Handballspieler und sowjetischer bzw. ukrainischer -trainer.

## Spielerlaufbahn
Oleksandr Rjesanow zog im Alter von fünf Jahren mit seiner Familie von der Insel Sachalin, wo sein Vater bei den Grenztruppen arbeitete, auf das Festland nach Saporischschja in die Nähe der Großmutter. Als Kind spielte er zunächst Basketball. In der zehnten Klasse kam er zum Handball bei ZAS Saporischschja, wo er gemeinsam mit dem späteren Nationaltorhüter Mykola Tomin trainierte. 1975 schloss er ein Ingenieur-Studium an der Zweigstelle Saporischschja des Metallurgischen Instituts Dnipropetrowsk (SMetI) ab.
Der Kreisläufer spielte von 1966 bis 1983 für SII Saporischschja (1966 als SMetI gegründet). Im IHF-Pokal 1982/83 besiegte die Mannschaft in den Finalspielen IFK Karlskrona aus Schweden mit 22:20 und 23:16. In der sowjetischen Meisterschaft wurde das Team 1971 Zweiter und 1972, 1975, 1982, 1983 und 1984 Dritter. Die ukrainische Meisterschaft gewann man dreimal. Dreimal war Rjesanow bei der Völker-Spartakiade Silbermedaillengewinner, bei der ukrainischen Spartakiade dreimal Sieger.
Mit der sowjetischen Nationalmannschaft nahm er an den Olympischen Spielen 1972 in München teil, warf drei Tore in sechs Spielen und belegte mit dem Team den fünften Rang. Bei den Olympischen Spielen 1976 in Montreal warf er wieder drei Treffer in sechs Partien und gewann mit der Auswahl um seinen Jugendfreund Mykola Tomin die Goldmedaille. Für diesen Erfolg erhielt er die Auszeichnung Verdienter Meister des Sports der UdSSR. Bei der Weltmeisterschaft 1978 unterlag er mit der Sowjetunion im Endspiel gegen Deutschland. Insgesamt bestritt er 127 Länderspiele, in denen er 93 Tore erzielte.

## Trainerlaufbahn
Als Trainer arbeitete Rjesanow für die Schule SDYUSHOR Nr. 3, ShVSM Saporischschja sowie ein Jahr bei ShVSM in Chișinău, bevor er 1985 zu SII zurückkehrte. Als Anfang der 1990er Jahre viele Trainer ins Ausland wechselten, bekam Rjesanow von Alexander Koschuchow das Angebot, nach Kamerun zu wechseln. Schließlich entschied er sich mit seiner Frau für die Alternative Türkei. Von 1991 bis 1995 war er Nationaltrainer der türkischen Frauen-Handballnationalmannschaft. Anschließend betreute er drei Spielzeiten lang Beşiktaş Istanbul. Ab 1998 war er bei ZTR Saporischschja beschäftigt, darunter von 2009 bis 2011 als Cheftrainer. 2001 und 2006 war er Interimsnationaltrainer der ukrainischen Männer-Handballnationalmannschaft. Dazu war er Trainer der Jugend- und Juniorenauswahlmannschaften.